# Selaginella picta
Selaginella picta là một loài dương xỉ trong họ Selaginellaceae. Loài này được Griff. A. Braun ex Baker mô tả khoa học đầu tiên năm 1885.

## Hình ảnh

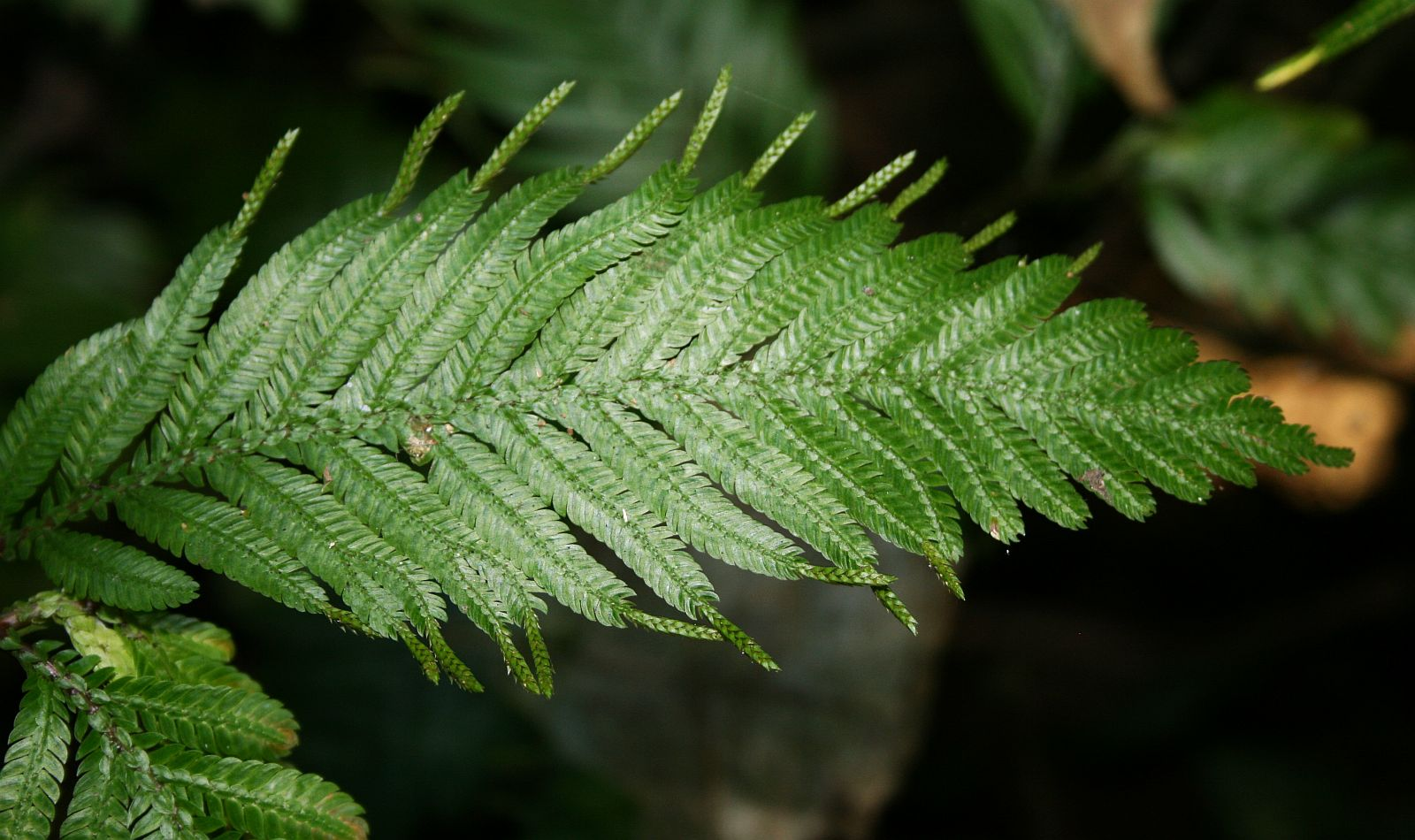
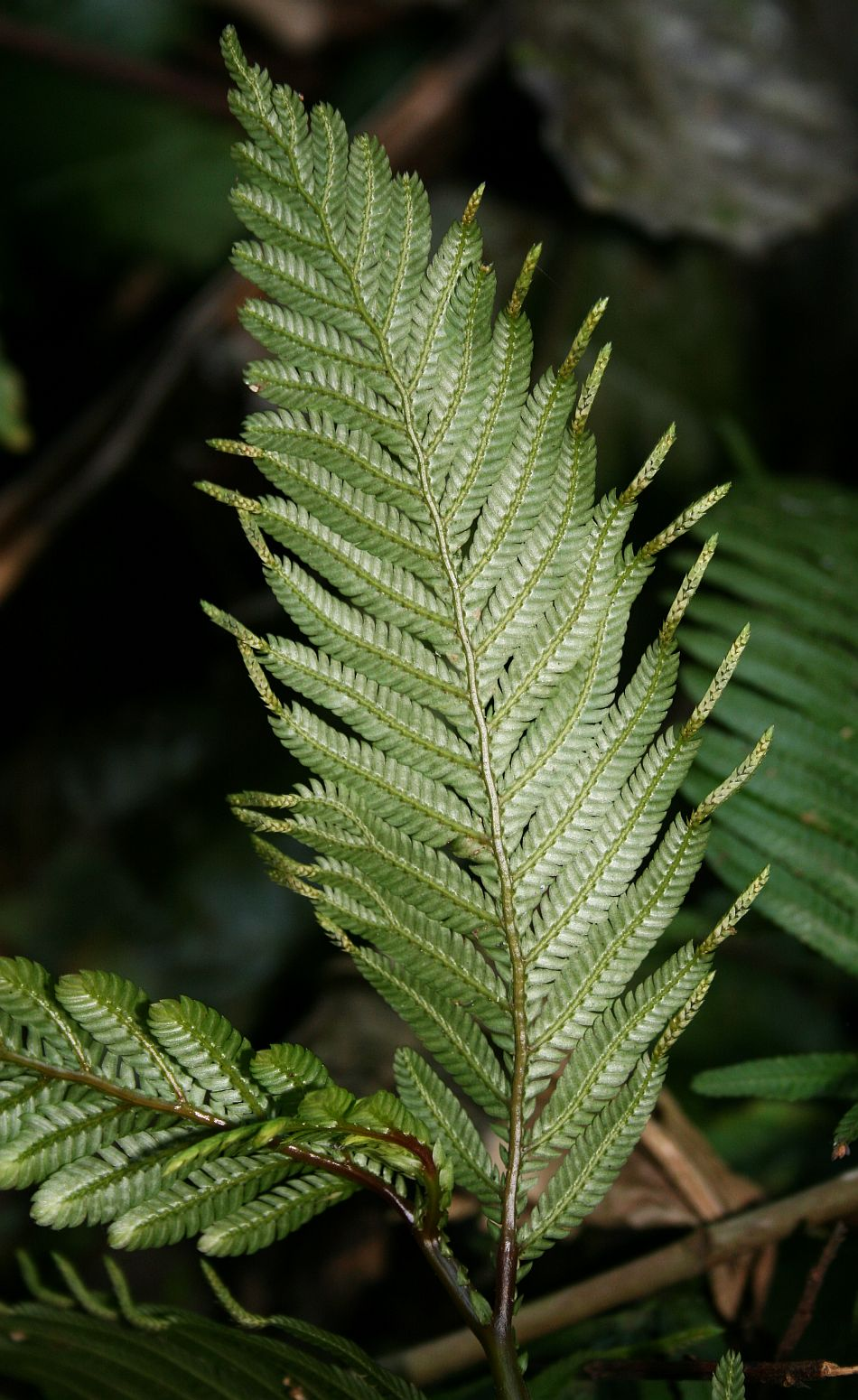